# Brooktree Park
Brooktree Park est une census-designated place située dans le comté de Cass, dans l’État du Dakota du Nord, aux États-Unis. Sa population s’élevait à 80 habitants lors du recensement de 2010.

## Démographie
| Groupe            | Brooktree Park | Dakota du Nord | États-Unis |
| ----------------- | -------------- | -------------- | ---------- |
| Blancs            | 95,0           | 90,0           | 72,4       |
| Métis             | 3,8            | 1,8            | 2,9        |
| Asiatiques        | 1,3            | 1,0            | 4,8        |
| Autres            | 0              | 7,2            | 19,9       |
| Total             | 100            | 100            | 100        |
|                   |                |                |            |
| Latino-Américains | 0              | 2,0            | 16,7       |

Selon l'American Community Survey, pour la période 2011-2015, 100 % de la population âgée de plus de 5 ans déclare parler anglais à la maison.
| 2000 | 2010 | - | - | - | - |
| ---- | ---- | - | - | - | - |
| 92   | 80   | - | - | - | - |

## Source
- (en) Cet article est partiellement ou en totalité issu de l’article de Wikipédia en anglais intitulé « Brooktree Park, North Dakota » (voir la liste des auteurs).